# Protis hydrothermica
Protis hydrothermica är en ringmaskart som beskrevs av ten Hove och Zibrowius 1986. Protis hydrothermica ingår i släktet Protis och familjen Serpulidae. Inga underarter finns listade i Catalogue of Life.